# Lotus 17
La Lotus 17 est une voiture de piste conçue par le constructeur britannique Lotus en 1959 pour les épreuves d'endurance et de sprint en petites cylindrées. Évolution de la Lotus 15 (qui courait en grosses cylindrées), elle prend la suite de la Lotus Eleven sur les circuits. Elle sera remplacée par la Lotus 23.
La Lotus 17 a un châssis en treillis de tubes acier recouvert d'une fine carrosserie en aluminium et en fibre de verre. Le moteur est disposé à l'avant, les roues arrière étant motrices.
La Lotus 17 eut un succès moyen du fait d'un manque de mise au point de ses premiers exemplaires. La suspension avant améliorée permit de la rendre compétitive.
Elle est souvent considérée comme ayant une des carrosseries les plus élégantes du constructeur.